# ساموئل فولر
ساموئل مایکل فولر (به انگلیسی: Samuel Michael Fuller) (زاده ۱۲ اوت ۱۹۱۲ – درگذشته ۳۰ اکتبر ۱۹۹۷) فیلم‌نامه‌نویس، رمان‌نویس و کارگردان امریکایی بود که به خاطر فیلم‌های ژانر کم‌بودجه همراه با مایه‌های بحث‌برانگیز شناخته شد.

## زندگی
ساموئل فولر معروف به سم فولر در ۱۲ اوت سال ۱۹۱۲ در ایالت ماساچوست آمریکا در یک خانواده یهودی مهاجر روسی به دنیا آمد. در ۱۲ سالگی نوشتن را در نیویورک ژورنال آغاز کرد. در ۱۷ سالگی نویسنده گزارش‌های جنایی برای سن‌دیگو سان بود. بعد شروع به نوشتن داستان‌های کوتاه کرد و نخستین داستان‌های جنایی عامه‌پسندش در سال ۱۹۳۵ منتشر شد.
در سال ۱۹۳۶ به عنوان سناریونویس با جیمز کروز در فیلم دارودسته نیویورکی همکاری کرد. فولر در طول جنگ جهانی دوم به عنوان یک سرباز در شمال آفریقا و اروپا جنگید و موفق به دریافت مدال‌های شجاعت ستاره برنز، ستاره نقره و قلاب ارغوانی شد. نخستین فیلم او وسترنی به نام من به جسی جیمز شلیک کردم بود که در سال ۱۹۴۹ ساخت و به خاطر کلوزآپهایش از چهره بازیگران، مورد توجه قرار گرفت.

## فیلم‌سازی و سبک کاری
کلاهخود آهنی، بوسه عریان، پارک رو (نام یک روزنامه است)، جیب‌بر خیابان جنوبی، چهل اسلحه، دالان شوک، شماره یک بزرگ قرمز (The Big Red One) و سگ سفید (بر اساس رمانی از رومن گاری) برخی از مهم‌ترین فیلم‌های فولرند.
ساموئل فولر از نظر سبک تصویری و تدوین، تحت تأثیر سینمای اکسپرسیونیسم آلمانی و مونتاژ روسی پودوفکین بود. فیلمبرداری سیاه و سفید، نورپردازی «های کنتراست»، و زوایای دوربین غیرمتعارف فیلم‌های دالان شوک و بوسه عریان، متأثر از سینمای اکسپرسیونیستی آلمان است.

## نظر منتقدان، از نادیده گرفتن تا کشف
ساموئل فولر، فیلمساز مؤلف و رادیکال سینمای مستقل آمریکا در زمان حیاتش، به دلیل سبک و نگاه غیرمتعارف‌اش مورد بی‌توجهی اغلب منتقدان آمریکا و بریتانیا قرار گرفت اما در عوض فیلم‌های او توجه منتقدان مجله فرانسوی کایه دو سینما و سینماگران موج نوی فرانسه را برانگیخت.
هالیوود و سینمای مسلط آمریکا ارزش‌های کار فولر را نادیده گرفت اما او در دهه شصت، به وسیله منتقدان مجله کایه دو سینما کشف شد و در ردیف سینماگران مؤلفی چون هاوارد هاکس، دان سیگل، باد باتیکر و رابرت آلدریچ قرار گرفت. با این حال برخلاف رابرت آلدریچ که تحت تأثیر حرف‌های نویسندگان کایه، به ایده‌های جاه‌طلبانه روی آورد، اعتنایی به این ستایش‌ها نکرد و همچنان استقلال و هویت فردی خود را حفظ کرد.
ملی‌گرایی و عشق به آمریکا باعث شد که بسیاری فولر را آمریکایی‌ترین فیلمساز سینمای آمریکا بدانند. اندرو ساریس منتقد سرشناس آمریکایی او را یک «آمریکایی اصیل» خواند و کالین مک آرتور دربارهٔ او نوشت: «اگر فورد و کازان را استثنا کنیم، هیچ فیلمسازی در هالیوود این چنین پیوسته روح آمریکایی را در آثارش جستجو نکرده‌است.» مارتین اسکورسیزی نیز او را کله‌شق‌ترین فیلمساز دهه پنجاه آمریکا دانسته‌است. با این حال، عشق به آمریکا مانع از آن نشد که فولر نتواند بحران‌ها، تنش‌ها و تنازعات نژادی، روانی و سیاسی این جامعه را نبیند و با رویکرد انتقادی به آن نگاه نکند.
در فیلم‌های او از رؤیای آمریکایی و دروغ‌ها و فریب‌های سینمای هالیوود خبری نیست. جنگ، بحران هویت، نژادپرستی و جنون آمریکایی، تم‌های محوری آثار او را تشکیل می‌دهند. او جستجوگر ریشه‌های شرارت و ریاکاری در زندگی آمریکایی است. دنیای فیلم‌های او به‌شدت تلخ، افسرده و اندوهبار است. در فیلم‌های او نوعی حس مخوف پرتاب شدن به درون ماجرایی وجود دارد که راه بازگشت ندارد. به گفته اسکورسیزی، فیلم‌های او پادزهری علیه سرخوشی زمان جنگ سرد است.
از نظر سیاسی با اینکه گرایش‌های راست‌گرایانه در آثار فولر دیده می‌شود اما همیشه فردی مستقل و منتقد نیروهای چپ و راست بوده‌است. توجه و تأکید او بر هویت آمریکایی و جنبه‌های ضدکمونیستی فیلم جیب‌بر خیابان جنوبی (برنده شیر برنزی جشنواره ونیز) باعث شد که منتقدان بریتانیایی آن را فیلمی فرصت‌طلبانه و فولر را همدست سناتور مک‌کارتی معرفی کنند.
آمریکای دهه شصت در نظر ساموئل فولر، تبدیل به دارالمجانین شده بود. فولر تمام اشکال جنون آمریکایی را در فیلم دالان شوک، بازنمایی کرده بود. دیوانه‌های این فیلم، محصول پارانویای جنگ سرد و نژادپرستیاند. شخصیت جانی برت در این فیلم، آمیزه‌ای از حس گناه، ازخودبیگانگی و جنون است و سایه‌روشن‌های اکسپرسیونیستی استنلی کورتز، فیلمبردار فیلم، به خوبی ترسیم‌کننده ترس‌ها، کابوس‌ها و دلهره‌های اوست.
توهم، خیال، جنایت و خشونت عناصر اصلی فیلم‌های فولر است که هم در فیلم‌های نوآر و جنایی او (جیب‌بر خیابان جنوب، بوسه عریان و دالان شوک) و هم در فیلم‌های جنگی‌اش (کلاهخود آهنی، شماره یک بزرگ قرمز و خانه نئین) قابل ردیابی است.
شخصیت‌های فولر، مرموز، کم‌حرف و خونسردند و دیالوگهایش موجز، طعنه‌آمیز و ویرانگرند و در عین حال که کیفیتی شاعرانه دارند. خشونت و جنسیت به نحو ارگانیکی در آثار او درهم تنیده شده‌اند. تأکید فولر بیشتر بر جنایتکاران است تا قربانیان. تماشاگر چاره‌ای ندارد جز اینکه در هراس‌ها و کابوس‌های آن‌ها سهیم شود.

## تأثیرات بر دیگران و در آثار دیگر
در صحنه‌ای از فیلم پیرو خله ساخته ژان لوک گدار، ژان پل بلموندو از ساموئل فولر که تنها در کنج دیوار ایستاده و مثل همیشه سیگار برگش را دود می‌کند، نظرش را درباره سینما می پرسد و فولر جواب می دهد: «سینما مثل میدان جنگ است. سینما یعنی عشق، نفرت، اکشن، مرگ و در یک کلمه احساس.»
به اعتراف فیلمسازانی چون مارتین اسکورسیزی، جیم جارموش و کوئنتین تارانتینو، ساموئل فولر و فیلم‌های او تأثیر عمیقی بر کارهای آن‌ها داشته‌است.
جشنواره کارلووی واری، چندی پیش با نمایش مجموعه‌ای از نسخه‌های ترمیم‌شده آثار ساموئل فولر، از این سینماگر بزرگ و مستقل سینمای آمریکا تجلیل کرد.

## فیلم‌شناسی
- کلاه‌خود فولادی (۱۹۵۱)
- بوسه عریان
- پارک رو
- جیب‌بر خیابان جنوبی
- چهل اسلحه
- دالان شوک
- شماره یک بزرگ قرمز